# Sciaphila megastyla
Sciaphila megastyla là một loài thực vật có hoa trong họ Triuridaceae. Loài này được Fukuy. & T.Suzuki miêu tả khoa học đầu tiên năm 1936.